# Dombresson

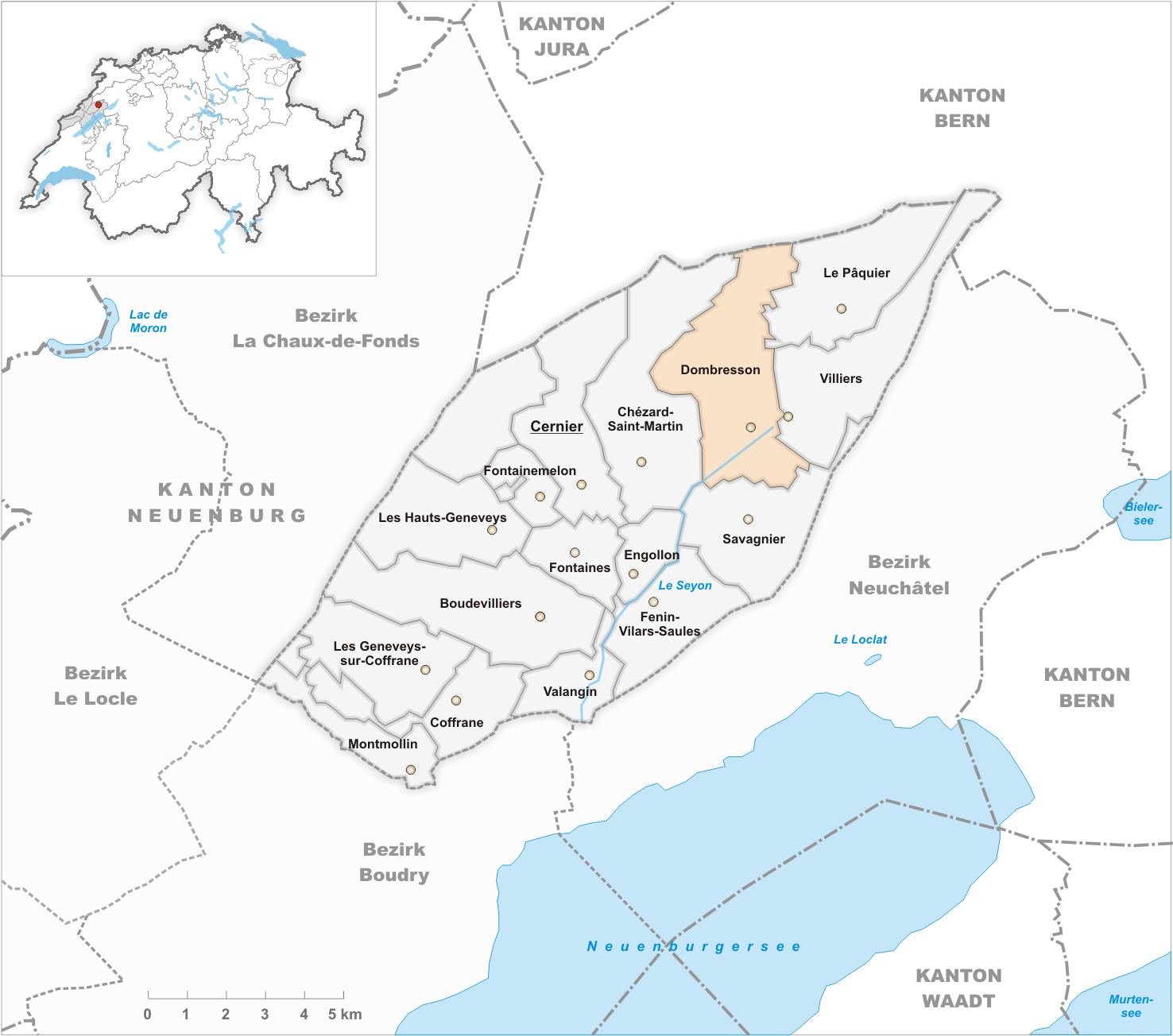
Gemeindestand vor der Fusion am 1. Januar 2013

Historisches Luftbild von Werner Friedli von 1949

Dombresson war eine politische Gemeinde im Distrikt Val-de-Ruz des Kantons Neuenburg in der Schweiz.  Am 1. Januar 2013 fusionierte sie mit den Gemeinden Boudevilliers, Cernier, Chézard-Saint-Martin, Coffrane, Engollon, Fenin-Vilars-Saules, Fontainemelon, Fontaines, Les Geneveys-sur-Coffrane, Les Hauts-Geneveys, Montmollin, Le Pâquier, Savagnier und Villiers zur neuen Gemeinde  Val-de-Ruz.

## Geographie
Dombresson liegt auf 742 m ü. M., neun Kilometer nordnordöstlich der Kantonshauptstadt Neuenburg (Luftlinie). Das Dorf erstreckt sich am nordöstlichen Rand des Beckens Val de Ruz im Neuenburger Jura, zwischen den Antiklinalen des Mont d’Amin im Norden und des Chaumont im Südosten.
Die Fläche des 12,8 km² grossen Gemeindegebiets umfasst in seinem südlichen Teil die Nordostecke des landwirtschaftlich intensiv genutzten Beckens Val de Ruz, beidseits des kanalisierten Baches Seyon. Nach Norden erstreckt sich der Gemeindeboden über mehrere Höhenzüge, die zur Jurakette des Mont d’Amin gehören. Den südlichen Höhenzug bildet der Rücken von Les Planches (1059 m ü. M.), nach Norden folgen das Tal von Le Côty, der dicht bewaldete Kamm Forêt du Côty, der im Westen vom Klustal des Pertuis begrenzt wird, die Combe Mauley und die Höhen von La Joux du Plane. Der höchste Punkt von Dombresson wird mit 1245 m ü. M. in der Forêt du Côty erreicht. Auf den Jurahöhen befinden sich ausgedehnte Jurahochweiden mit den typischen mächtigen Fichten, die entweder einzeln oder in Gruppen stehen. Von der Gemeindefläche entfielen 1997 5 % auf Siedlungen, 36 % auf Wald und Gehölze, 58 % auf Landwirtschaft und etwas weniger als 1 % war unproduktives Land.
Zu Dombresson gehören der Weiler Les Vieux Prés (1030 m ü. M.) auf der Höhe von Les Planches, die Streusiedlung La Joux du Plane (1180 m ü. M.) sowie zahlreiche Einzelhöfe. Nachbargemeinden von Dombresson sind Chézard-Saint-Martin, Savagnier, Villiers und Le Pâquier im Kanton Neuenburg sowie Sonvilier im Kanton Bern.

## Bevölkerung
Mit 1622 Einwohnern (31. Dezember 2012) gehört Dombresson zu den mittelgrossen Gemeinden des Kantons Neuenburg. Von den Bewohnern sind 91,7 % französischsprachig, 2,9 % deutschsprachig und 1,7 % italienischsprachig (Stand 2000). Dombresson hatte 1920 1282 Einwohner; die Bevölkerungszahl sank bis 1950 auf 963 Einwohner, weist seither aber wieder eine steigende Tendenz auf.

## Wirtschaft
Dombresson war bis in das 20. Jahrhundert ein hauptsächlich durch die Landwirtschaft geprägtes Dorf. Im Laufe des 19. Jahrhunderts siedelten sich im Ort einige Betriebe der Uhrenindustrie an. Heute gibt es in Dombresson Betriebe der Feinmechanik, des Maschinenbaus und etwas elektronische Industrie. Auch die Landwirtschaft hat noch eine grosse Bedeutung. Während im Val de Ruz Ackerbau vorherrscht, wird auf den Jurahöhen Viehzucht und Milchwirtschaft betrieben. In den letzten Jahrzehnten hat sich Dombresson zur Wohngemeinde entwickelt. Zahlreiche Erwerbstätige sind Wegpendler und arbeiten in Neuenburg oder in La Chaux-de-Fonds.

## Verkehr
Die Gemeinde liegt an der Kantonsstrasse von Neuenburg über den Col des Pontins nach Saint-Imier. Dombresson ist durch die Buslinie Neuenburg – Cernier – Villiers an das Netz des öffentlichen Verkehrs angeschlossen. Von 1903 bis 1948 wurde Dombresson durch die Strassenbahn Les Hauts-Geneveys–Villiers bedient. Sie wurde durch den Trolleybus Val de Ruz ersetzt, der seinerseits 1984 von Autobussen abgelöst wurde.

## Geschichte
Die erste schriftliche Erwähnung des Dorfes erfolgte 1178 unter dem Namen Danbrizun, 1228 erschien die Bezeichnung Dombrecon. Der Name geht auf das lateinische Domus Bricii (Haus des Bricius, eines Gefährten des heiligen Himerius) zurück. Ein 1824 entdeckter Schatz mit 400 Gold- und Silbermünzen aus der Zeit um Christi Geburt weist auf eine frühe Begehung und Besiedlung des Gemeindegebietes hin.
Dombresson gehörte zur Herrschaft Valangin, die teils den Grafen von Neuenburg, teils den Grafen von Montbéliard unterstand und 1592 endgültig an Neuenburg kam. 1531 wurde auf Geheiss der Stadt Biel im Dorf die Reformation eingeführt. Seit 1648 war Neuenburg Fürstentum und ab 1707 durch Personalunion mit dem Königreich Preussen verbunden. 1806 wurde das Gebiet an Napoleon I. abgetreten und kam 1815 im Zuge des Wiener Kongresses an die Schweizerische Eidgenossenschaft, wobei die Könige von Preussen bis zum Neuenburgerhandel 1857 auch Fürsten von Neuenburg blieben.

## Sehenswürdigkeiten
Der heutige Bau der reformierten Pfarrkirche Saint-Brice wurde 1696–98 erstellt. Vom romanischen Vorgängerbau wurde nur der Kirchturm übernommen. Das Pfarrhaus wurde 1730 erbaut.